# Leucomicra leucospilaria
Leucomicra leucospilaria là một loài bướm đêm trong họ Geometridae.